# Xolotl
Ne doit pas être confondu avec Codex Xolotl.

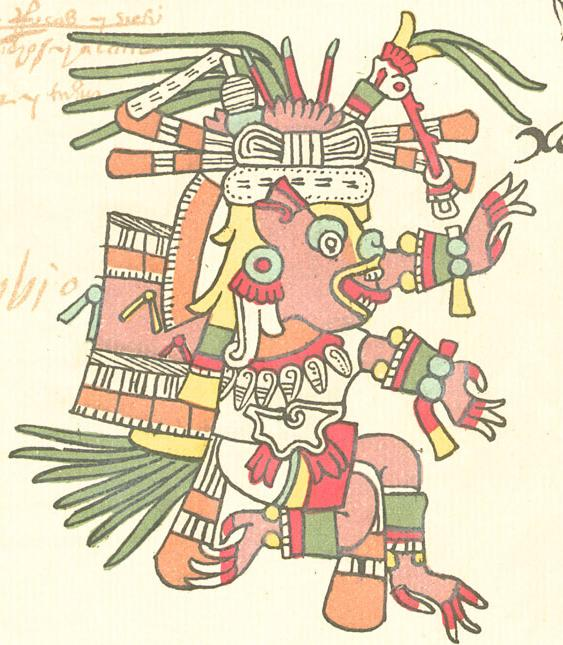
Représentation de Xolotl dans le Codex Telleriano-Remensis.

Xolotl, dont le nom signifie « jumeau », « chien » ou encore « esclave », en nahuatl, est, dans la mythologie aztèque, un dieu associé aux phénomènes doubles,, et plus particulièrement aux jumeaux, à Vénus lors de la tombée du jour et au passage des défunts dans l'inframonde.

## Représentations

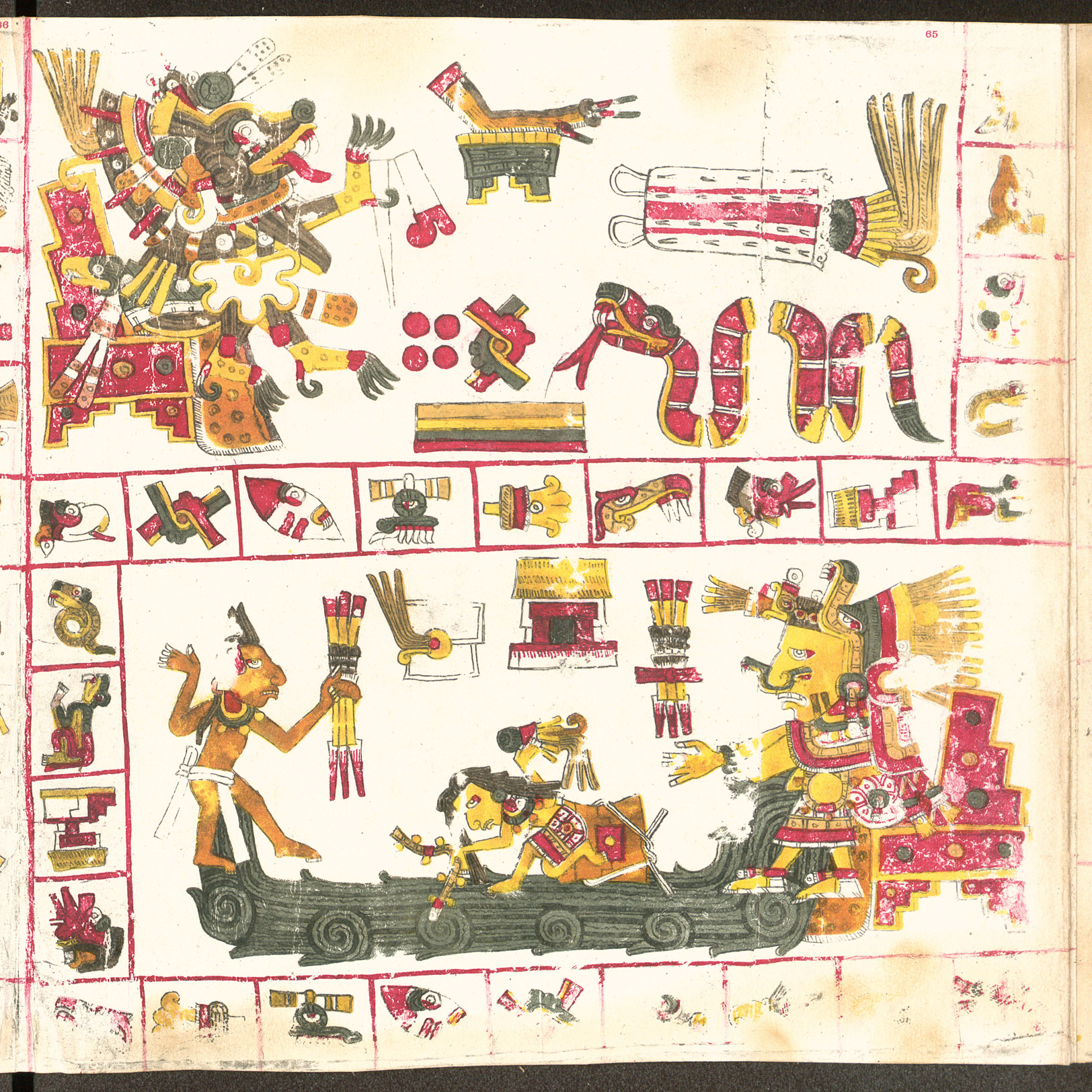
Représentation de Xolotl, en haut à gauche de la planche 65 du Codex Borgia.

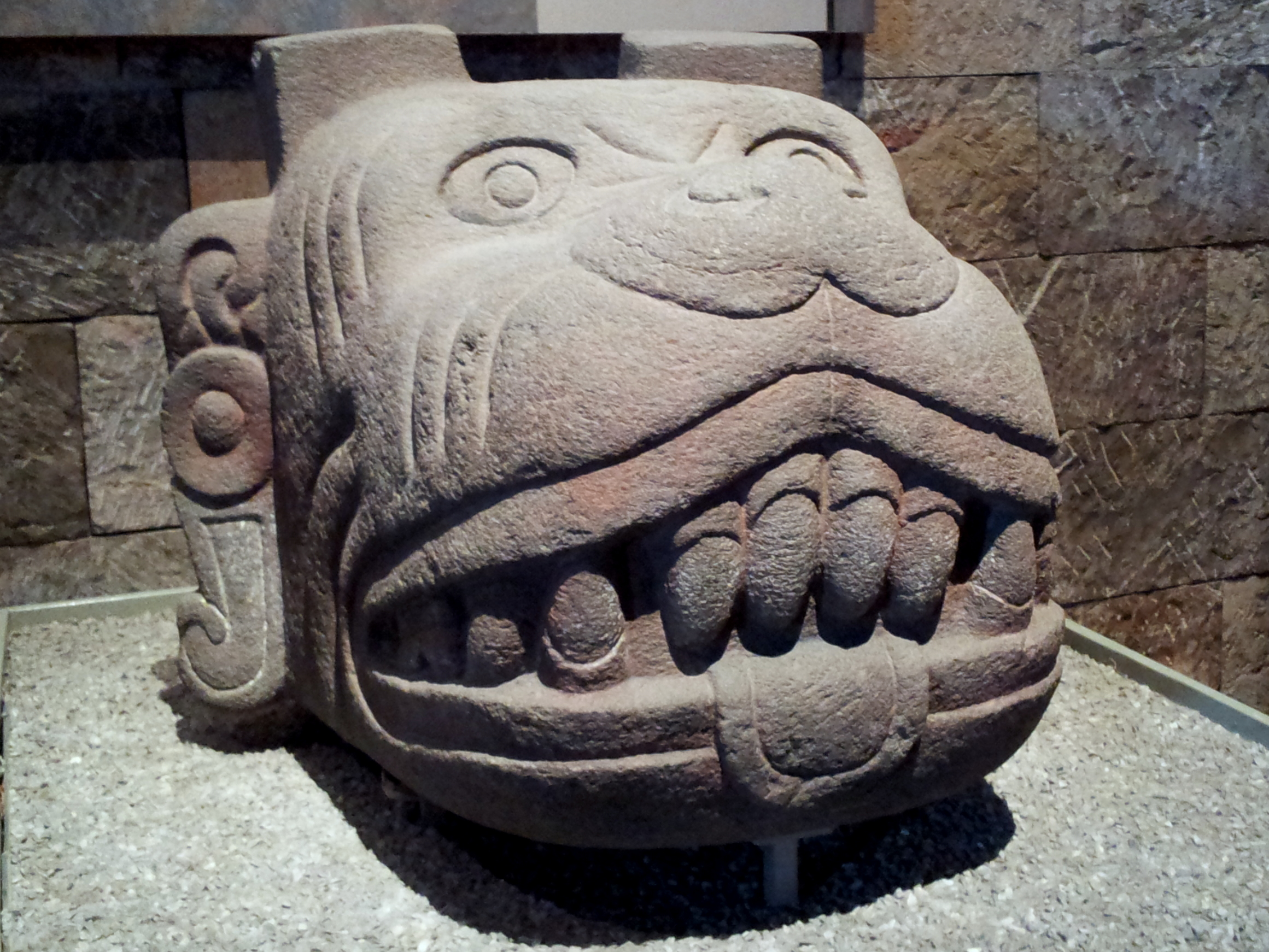
Sculpture aztèque d'une tête de Xolotl, mise au jour dans le centre historique de Mexico et exposée dans la salle mexica du musée national d'anthropologie de Mexico.

Il est représenté sous les traits d'un être difforme, avec une tête d'animal. Les traits de cet animal sont le plus souvent interprétés comme ceux d'un chien (voire, plus précisément, de xoloitzcuintle, le chien nu mexicain), ; cependant, selon Patrick Johansson, les traits du visage de Xolotl peuvent également être interprétés comme ceux d'une chauve-souris, notamment en raison de la ressemblance entre sa représentation dans la planche 65 du Codex Borgia et une céramique mexica représentant une chauve-souris, mais aussi en raison d'une hypothèse étymologique attribuant l'origine du nom nahuatl Xolotl au tének, langue huaxtèque dans laquelle il aurait pu être formé par l'association des mots « jol » (« grotte ») et « ōt » (« étoile »), en référence à l'association de Xolotl à la chauve-souris.

## Fonctions
Sa fonction principale est d'accompagner chaque nuit le soleil dans l'inframonde, ainsi que « l'âme » (teyolia) des défunts au Mictlan (le territoire des morts).
Il est également le protecteur des êtres qui lui étaient associés : les jumeaux (humains, animaux et même végétaux, dans le cas des épis de maïs doubles) et les êtres considérés comme monstrueux (albinos, bossus, proteidae et chiens nus).
Il est le dieu du jeu de pelote.

## Rites
Les Aztèques pouvaient sacrifier, lors des rituels funéraires, un xoloitzcuintle représentant le dieu Xolotl (ixiptla), pour accompagner et guider le « teyolia » du défunt dans l'inframonde, jusqu'au Mictlan. Dans les actuels États mexicains de Colima, de Michoacán et de Jalisco, on retrouve fréquemment dans les tombes anciennes des statues en céramiques représentant le dieu Xolotl.

## Calendrier divinatoire
Dans le calendrier divinatoire aztèque (tonalpohualli), Xolotl préside au dix-septième jour, celui du signe « ollin » (« Mouvement »), comme on peut le voir dans le Codex Borgia et dans le Codex Vaticanus B. Cette association avec le signe « ollin » peut être liée à son rôle de sacrificateur dans la version du mythe du cinquième soleil (également désigné par le même signe  « ollin »), où il sacrifie les autres dieux pour mettre le soleil en mouvement, ou, selon Cecelia Klein, à son rôle d'étoile du soir poussant le soleil vers les ténèbres à la fin du cycle vénusien-solaire célébré tous les 52 ans lors de la cérémonie du feu nouveau.

## Mythologie

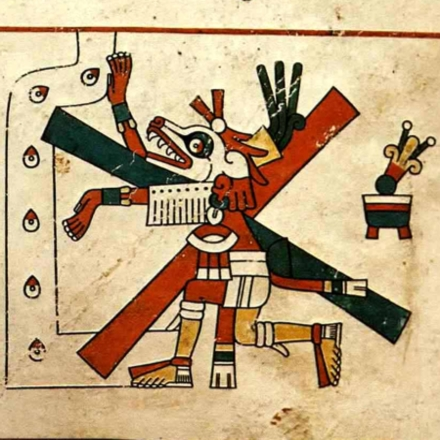
Représentation de Xolotl dans le Codex Fejérváry-Mayer.

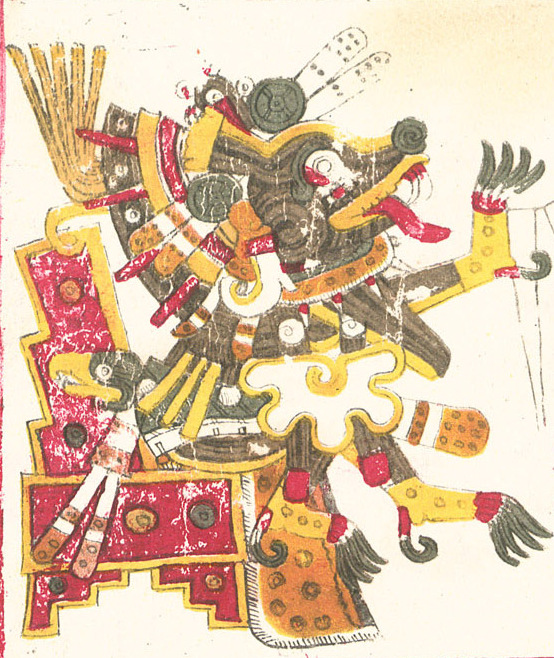
Représentation de Xolotl dans le codex Borgia.

### Parenté et attribut
Selon le Codex Magliabechiano, il est le frère jumeau de Tlahuizcalpantecuhtli (« seigneur de l'étoile du matin »), un des titres de Quetzalcóatl, qui représente Vénus dans sa phase ascendante, et avec qui il forme un des aspects du dualisme du serpent à plumes, Xolotl étant associé à la phase descendante de Vénus, l'étoile du soir.

### Rôle dans la création du cinquième soleil
Dans le récit de la naissance du Cinquième soleil, telle qu'elle est rapportée par Bernardino de Sahagún, Xolotl joue un rôle peu flatteur. Comme, après sa création, le soleil restait immobile, les dieux décidèrent qu'ils devaient mourir pour le faire bouger. Le dieu du vent se chargea de les tuer, mais Xolotl tenta de se soustraire à son sort et s'enfuit. Il se cacha d'abord dans un champ de maïs où il se changea en double épi, qu'on appelle xolotl en nahuatl. Ayant été reconnu, il s'enfuit à nouveau et se changea en maguey double appelé mexolotl. Après avoir été débusqué une deuxième fois, il se changea en «poisson appelé axolotl» - en fait l'amphibien que l'on nomme encore aujourd'hui axolotl. Cette fois il fut pris et tué.
Toutefois, dans l'Historia eclesiástica indiana de Gerónimo de Mendieta, c'est Xolotl et non Quetzalcóatl qui va au Mictlan chercher les os dont les dieux ont besoin pour créer une nouvelle humanité. Dans le même ouvrage, selon Mendieta, Xolotl est le sacrificateur et non une des victimes au moment où les dieux sont immolés lors de la création du Cinquième soleil.